# Île Kuiu
L'île Kuiu est une île de l'archipel Alexandre, au sud-est de l'état d'Alaska aux États-Unis. Elle fait 105 km de longueur et de 6 km à 23 km de largeur. 
Elle est située entre l'île Kupreanof à l'est et l'île Baranof à l'ouest et est séparée en deux parties par le canal Affleck. C'est la quinzième plus grande île des États-Unis. Elle fait intégralement partie de la forêt nationale de Tongass et héberge environ 10 personnes. 
On y trouve le phare du cap Decision, construit en 1932.
L'île a été cartographiée pour la première fois par Joseph Whidbey et James Johnstone, tous deux collaborateurs de George Vancouver pendant son expédition de 1791-1794. 